# Павловское (Юрьев-Польский район)
Павловское — село в Юрьев-Польском районе Владимирской области России, входит в состав Небыловского сельского поселения.

## География
Село расположено на берегу речки Куфтига в 11 км на юг от центра поселения села Небылое и в 39 км на юго-восток от райцентра города Юрьев-Польский.

## Палеонтология
В этой деревне любителями-палеонтологами было обнаружено местонахождение альбских конкреций (Павловское-1) с богатым комплексом ископаемых. Среди них встречаются аммониты (Arcthoplites bogoslowski, A. gerassimovi, A. sp. и др.), двустворки (Cyprina, Modiolus, Pectinida и др.), мелкие гастроподы, редкие панцири морских ежей (Nucleolites sp.), фрагменты стеблей криноидей, серпулиды, остатки декапод, древесина разной сохранности.Неподалёку от села Павловское в морских отложениях альбского века мелового периода на правом берегу Куфтиги найдена окаменелость рака-отшельника Mutotylaspis. 

## История
В селе Павловском в XVII-XVIII столетии, как видно из книг патриаршего казенного приказа под 1628 годом, существовали две церкви: одна – в честь Воздвижения Креста Господня и другая – в честь Преображения Господня. В 1728 году вместо ветхой деревянной церкви Преображения Господня построена была новая, деревянная; когда эта церковь разрушена – неизвестно. Каменная церковь в честь Воздвижения Креста Господня была построена в 1820-24 годах усердием прихожан и помещицы Рагозиной; при ней каменная колокольня. Престолов в церкви три: в холодной – в честь Воздвижения Креста Господня, в теплых приделах – в честь Преображения Господня и Казанской иконы Божией Матери. 
В годы советской власти Крестовоздвиженская церковь была разрушена. На ее месте в 2005 году построена деревянная Часовня Боголюбской иконы Божией Матери.
В конце XIX — начале XX века село входило в состав Чековской волости Владимирского уезда.
С 1929 года село входило в состав Чековского сельсовета Юрьев-Польского района, с 1935 года — Небыловского района, с 1965 года вновь в составе Юрьев-Польского района.

## Население
| 1859 | 1897 | 1905 | 1926 |
| ---- | ---- | ---- | ---- |
| 740  | 802  | 908  | 1086 |

| 1859 | 1897 | 1905 | 1926  | 2002 | 2010 | 2021 |
| ---- | ---- | ---- | ----- | ---- | ---- | ---- |
| 740  | ↗802 | ↗908 | ↗1086 | ↘34  | ↘9   | ↗71  |

## Достопримечательности
В селе находится действующая Часовня Боголюбской иконы Божией Матери (2003-2005).